# Television i Chile
Television i Chile började den 5 oktober 1957 med sändningar från Pontificia Universidad Católica de Valparaíso. Den 21 augusti 1959 började experimentsändningar från Pontificia Universidad Católica de Chile. Den 24 oktober 1969 startade TV-kanalen Television Nacional de Chile sina sändningar. I juni 1960 startade en kanal vid Universidad de Chile. Då Chile anordnade världsmästerskapet i fotboll 1962 blev television ett massmedium i Chile.